# Animal Ambition
Animal Ambition — пятый студийный альбом американского рэпера 50 Cent, который был выпущен 3 июня 2014 года лейблами G-Unit Records и Caroline Records.
Продюсерами альбома стали 50 Cent (исполнительный), Frank Dukes, Charli Brown Beatz, Swiff D, Shamtrax, Dr. Dre, Dawaun Parker, Mark Batson, Steve Alien, G Rocka, Medi, Jake One, JustHustle, Kyle Justice, Ky Miller, Ty Fyffe, Soul Professa, Nascent, QB. Гостями альбома стали музыканты Yo Gotti, Trey Songz, Kidd Kidd, Jadakiss, Mr Probz, Guordan Banks, Prodigy, Schoolboy Q и Styles P.

## Предыстория
| Совокупная оценка   | Совокупная оценка |
| Источник            | Оценка            |
| ------------------- | ----------------- |
| Metacritic          | 54/100            |
| Оценки критиков     |                   |
| Источник            | Оценка            |
| AllMusic            | [ 2 ]             |
| Exclaim!            | 6/10              |
| The Guardian        | [ 4 ]             |
| HipHopDX            | [ 5 ]             |
| Los Angeles Times   | [ 6 ]             |
| New York Daily News | [ 7 ]             |
| Pitchfork Media     | 4.9/10            |
| Rolling Stone       | [ 9 ]             |
| USA Today           | [ 10 ]            |
| XXL                 | (XL)              |

4 декабря 2013 года на автограф-сессии и презентации линии наушников SMS Audio, 50 Cent анонсировал альбом Animal Ambition в январе 2014 года. В декабре в интервью DJ Whoo Kid, 50 Cent подтвердил свои планы: «Я собираюсь выпустить альбом в январе, это полноценная работа. Это не микстейп, ведь его уровень выше, чем у материала, который попадает на микстейп. Я записал много песен альбомного качества, которые я собираюсь поместить в этот проект, как часть коммерческого плана. Затем после этого выйдет альбом Street King Immortal. В январе 2014 года на Consumer Electronics Show он объяснил свою мотивацию выпустить новую музыку в начале 2014 года: «Я хочу выпустить материал. Мне понадобилось много времени, чтобы разобраться с бизнес-аспектом музыки, поскольку я прошел через процесс прослушивания, поскольку это последний альбом на Interscope Records. Сейчас я имею Animal Ambition, записанный с воодушевлением. Этот альбом действительно должен выйти скоро. Если не сейчас… По моему мнению, это самая горячая вещь. Знаю, она сделана правильно, но это не обязательно то, что я должен делать прямо сейчас».
В январе 2014 года в интервью Sonic Electronix 50 Cent сообщил об интенсивной записи для подготовки к обоим релизам альбомов: «Я хочу издать Animal Ambition в первом квартале года. После получится Street King Immortal. Таким образом еще 12 недель. Именно поэтому я работаю так сильно. Когда покину это лейбл, сразу начну запись снова». Он также сказал, что Animal Ambition имеет общее звучание и цветовую гамму, а краеугольными темами проекта является успех и амбиции.
20 февраля 2014 года рэпер покинул Shady Records, Aftermath Entertainment и Interscope Records после 12-летнего пребывания на этих музыкальных компаниях. 50 Cent и G-Unit Records подписались на Caroline Records и Capitol Records. В тот же день он анонсировал релиз альбома Animal Ambition: 3 июня 2014 года (теперь уже как пятого студийного альбома). Однако в марте 2014 года 50 Cent решил отказаться от помощи мейджор-лейбла Caroline/Capitole Records при выпуске своего 5 сольного студийного альбома Animal Ambition, и выпустить его независимо через свой собственный лейбл G-Unit Records.

## Синглы
18 марта 2014 года «Don't Worry 'Bout It» при участии Yo Gotti и «Hold On», были выпущены через цифровую дистрибуцию с альбома как первый и второй сингл. В тот же день был выпущен видеоклип на сингл «Hold On» В тот же день, был выпущен клип для «Don’t Worry 'Bout It» с Yo Gotti.. 25 марта 2014 года был выпущен сингл «Pilot». В тот же день, был выпущен клип на трек «Pilot». Следующий сингл «Smoke» при участии Trey Songz, спродюсированный Dr. Dre вышел 31 марта 2014 года и был проигран на современном городском радио в США. На следующий день, был выпущен клип на сингл «Smoke». 15 апреля 2014 года, вышел следующий сингл с альбома "Hustler". В тот же день вышло видео "Hustler".
21 апреля 2014 года, вышло видео на песню "Chase the Paper" при участии Prodigy, Kidd Kidd и Styles P. Премьера видео состоялась на MTV Jams. На следующий день вышел сингл на видео "Chase the Paper" как следующий сингл с альбома. 29 апреля 2014 года вышел следующий сингл с альбома "Everytime I Come Around" при участии Kidd Kidd. В тот же день вышло видео сингла "Everytime I Come Around". 6 мая 2014 года вышел следующий сингл с альбома  "Irregular Heartbeat" при участии Jadakiss и Kidd Kidd. В тот же день вышло видео на сингл "Irregular Heartbeat". 13 мая 2014 года вышел следующий сингл с альбома "Winners Circle" при участии Guordan Banks. В тот же день вышло видео на сингл "Winners Circle" при участии Guordan Banks. 19 мая 2014 года вышло видео "Twisted" при участии Mr. Probz. 20 мая 2014 года вышел следующий сингл на видео "Twisted" при участии Mr. Probz. 3 июня 2014 года вышло видео на песню "Animal Ambition".

## Продажи
Альбом дебютировал под номером 4 в чарте Billboard 200. В первую неделю продаж альбома составил 46728 копий в Соединённых Штатах.

## Список композиций
| №   | Название                                                      | Автор(ы)                                                                       | Продюсер(ы)                         | Длительность |
| --- | ------------------------------------------------------------- | ------------------------------------------------------------------------------ | ----------------------------------- | ------------ |
| 1.  | «Hold On»                                                     | Curtis Jackson, Joell Ortiz, Norman Whitfield, Barrett Strong, A. Feeney       | Frank Dukes                         | 3:46         |
| 2.  | «Don't Worry 'Bout It» (при участии Yo Gotti)                 | Jackson, Mario Mims, C. Barrionoevo                                            | Charli Brown Beatz                  | 4:01         |
| 3.  | «Animal Ambition»                                             | Jackson, S. Thornton                                                           | Swiff D                             | 3:08         |
| 4.  | «Pilot»                                                       | Jackson, Curtis Mayfield, S. Patten                                            | Shamtrax                            | 3:20         |
| 5.  | «Smoke» (при участии Trey Songz)                              | Jackson, Andre Young, Dawaun Parker, Tremaine Neverson, Mark Batson, T. Scales | Dr. Dre, Dawaun Parker, Mark Batson | 3:50         |
| 6.  | «Everytime I Come Around» (при участии Kidd Kidd)             | Jackson, Curtis Stewart, R. Facchinetti, S. Slang                              | Steve Alien                         | 3:10         |
| 7.  | «Irregular Heartbeat» (при участии Jadakiss и Kidd Kidd)      | Jackson, Stewart, Martin Rodriguez, G. Estrada                                 | G Rocka, Medi                       | 3:39         |
| 8.  | «Hustler»                                                     | Jackson, Jacob Dutton                                                          | Jake One                            | 3:05         |
| 9.  | «Twisted» (при участии Mr. Probz)                             | Jackson, J. Woods, A. Caines                                                   | JustHustle, Kyle Justice            | 3:14         |
| 10. | «Winners Circle» (при участии Guordan Banks)                  | Jackson                                                                        | Ky Miller                           | 3:23         |
| 11. | «Chase the Paper» (при участии Prodigy, Kidd Kidd и Styles P) | Jackson, Tyrone Fyffe, Albert Johnson, C. Stewart, David Styles                | Ty Fyffe                            | 4:17         |

| №   | Название                                | Продюсер(ы)   | Длительность |
| --- | --------------------------------------- | ------------- | ------------ |
| 12. | «The Funeral»                           | Jake One      | 2:52         |
| 13. | «You Know»                              | Soul Professa | 3:01         |
| 14. | «Flip On You» (при участии Schoolboy Q) | Nascent,QB    | 3:19         |

| №   | Название                   | Длительность |
| --- | -------------------------- | ------------ |
| 1.  | «Hold On»                  |              |
| 2.  | «Don't Worry About It»     |              |
| 3.  | «Pilot»                    |              |
| 4.  | «Smoke»                    |              |
| 5.  | «I'm a Hustler»            |              |
| 6.  | «Chase the Paper»          |              |
| 7.  | «Every Time I Come Around» |              |
| 8.  | «Irregular Heartbeat»      |              |
| 9.  | «Twisted»                  |              |
| 10. | «Winner Circle»            |              |
| 11. | «Animal Ambition»          |              |
| 12. | «U Know»                   |              |
| 13. | «The Funeral»              |              |
| 14. | «Flip on You»              |              |

## Чарты
| Чарт (2014)                            | Пик позиция |
| -------------------------------------- | ----------- |
| Австралия (ARIA)                       | 16          |
| Канада (Canadian Albums Chart)         | 4           |
| Italian Albums (FIMI)                  | 85          |
| Нидерланды (Album Top 100)             | 57          |
| Шотландия (Scottish Albums Chart)      | 25          |
| Великобритания (UK Albums Chart)       | 21          |
| Великобритания (UK R&B Albums Chart)   | 1           |
| США (Billboard 200)                    | 4           |
| США (Billboard Independent Albums)     | 1           |
| США (Billboard Top R&B/Hip-Hop Albums) | 1           |